# Sunrise Manor
Sunrise Manor ist ein Vorort von Las Vegas im Clark County im US-Bundesstaat Nevada. Das U.S. Census Bureau hat bei der Volkszählung 2020 eine Einwohnerzahl von 205.618 ermittelt.
Die Stadt hat eine Fläche von 99,1 km². Sie hat eine Bevölkerungsdichte von 2075 Einwohnern je km². Ihre geographischen Koordinaten sind 36°10'32" Nord, 115°3'35" West.

## Einwohnerentwicklung
| Jahr | Einwohner¹ |
| ---- | ---------- |
| 1980 | 44.156     |
| 1990 | 95.362     |
| 2000 | 156.120    |
| 2010 | 189.372    |
| 2020 | 205.618    |

¹ 1980–2020: Volkszählungsergebnisse